# Забрђе (Клина)
Забрђе (алб. Zabërgjë) је насеље у општини Клина, Косово и Метохија, Република Србија.

## Становништво
| Демографија | Демографија | Демографија |
| Година      | Становника  | Становника  |
| ----------- | ----------- | ----------- |
| 1948.       | 254         |             |
| 1953.       | 262         |             |
| 1961.       | 307         |             |
| 1971.       | 402         |             |
| 1981.       | 570         |             |
| 1991.       | 749         |             |